# Erich Cohn
Erich Cohn (hebrejsky אריק קוהן‎, 1. března 1884, Berlín – 28. srpna 1918, Francie) byl německý šachový mistr.
Jako šachista skončil první na několika turnajích v Berlíně (1902, 1905, 1906, 1909/10, 1914).
V silnějších turnajích se pak umístil následovně: Berlín 1903 11.–12. místo, Coburg 1904 10. místo, Barmen 1905 5. místo, Norimberk 1906 6. místo, Berlín 1907 6. místo, Ostend 1907 12.–14. místo, Karlovy Vary 1907 20. místo. Dále skončil 19. ve Vídni (1908), 8.–9. v Petrohradu, 3. ve Stockholmu (oboje 1909), 14.–16. v Karlových Varech (1911), 15.–17. v Piešťanech, 13.–14. v Breslau, 3. ve městě Opatija, 2. ve Stockholmu za Alexandrem Aljechinem (vše 1912), 2.–3. v Berlíně (1913) a první společně se Spielmannem v Berlíně o rok později.
Sehrál také několik zápasů, například s Carl Carlsem (vyhrál), Ehrhardtem Postem (remíza), Rudolfem Spielmannem (prohrál) či např. s Edwardem Laskerem (prohrál).
Zemřel na konci první světové války ve Francii jako jako polní lékař Červeného kříže.